# Den syndfulla leken
Den syndfulla leken (franska: En cas de malheur) är en fransk-italiensk dramafilm från 1958 i regi av Claude Autant-Lara.
Filmen bygger på Georges Simenons roman Om något skulle hända.

## Rollista i urval
- Jean Gabin - André Gobillot
- Brigitte Bardot - Yvette Maudet
- Edwige Feuillère - Viviane Gobillot
- Nicole Berger - Janine
- Madeleine Barbulée - Bordenave
- Gabrielle Fontan - Mme Langlois
- Jacques Clancy - Gobillots assistent
- Hubert de Lapparent - advokaten
- Julien Bertheau - inspektören
- Jacques Marin - receptionisten
- Franco Interlenghi - Mazetti